# Heart of Midlothian (Edinburgh)

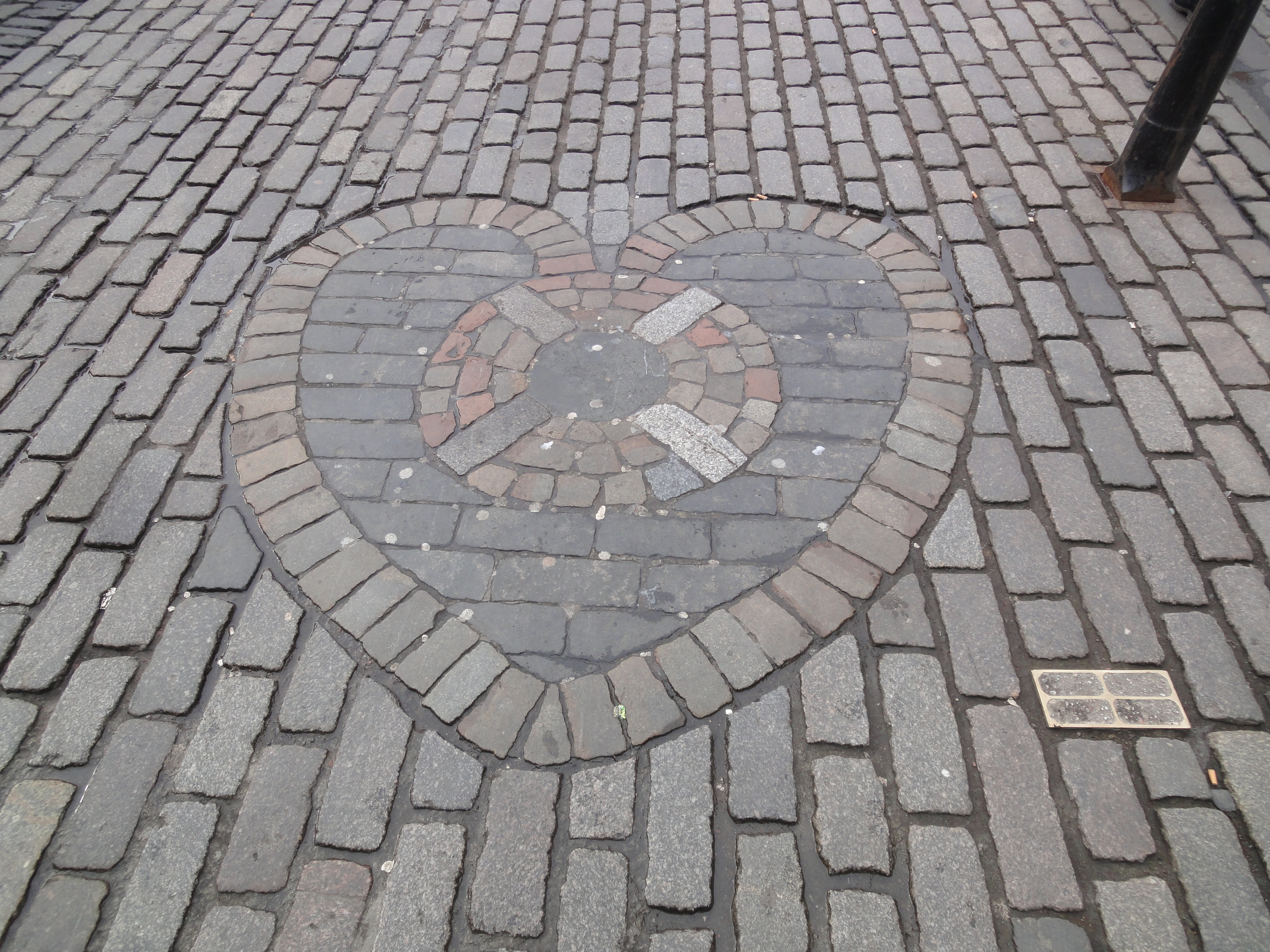
Das Heart of Midlothian

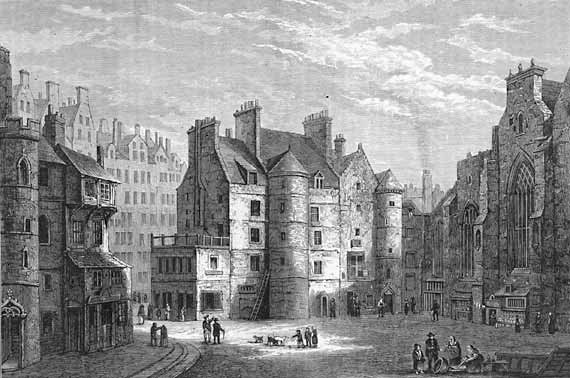
Das Tolbooth von Edinburgh

Das Heart of Midlothian (deutsch Herz von Midlothian) ist ein in den Straßenbelag eingepflastertes Herz auf der Royal Mile unmittelbar westlich von St. Giles in Edinburgh, Schottland.
Das Herz markiert den früheren Eingang des Tolbooth, eines Verwaltungssitzes, in dem sich ein Gefängnis befand. Das Gebäude stellte den Mittelpunkt des Verwaltungsbezirkes Midlothian dar.
Davon abgeleitet ist der Titel einer Erzählung von Walter Scott sowie der Name des Fußballvereins Heart of Midlothian, der das Herz als Wappen führt.
Traditionell wird dieses Herz bespuckt. Ursprünglich erfolgte das Spucken als Zeichen der Verachtung gegenüber dem ehemaligen Gefängnis. Heute wiederum verstehen es viele als Glücksgeste.